# Kanaré
 (février 2013).

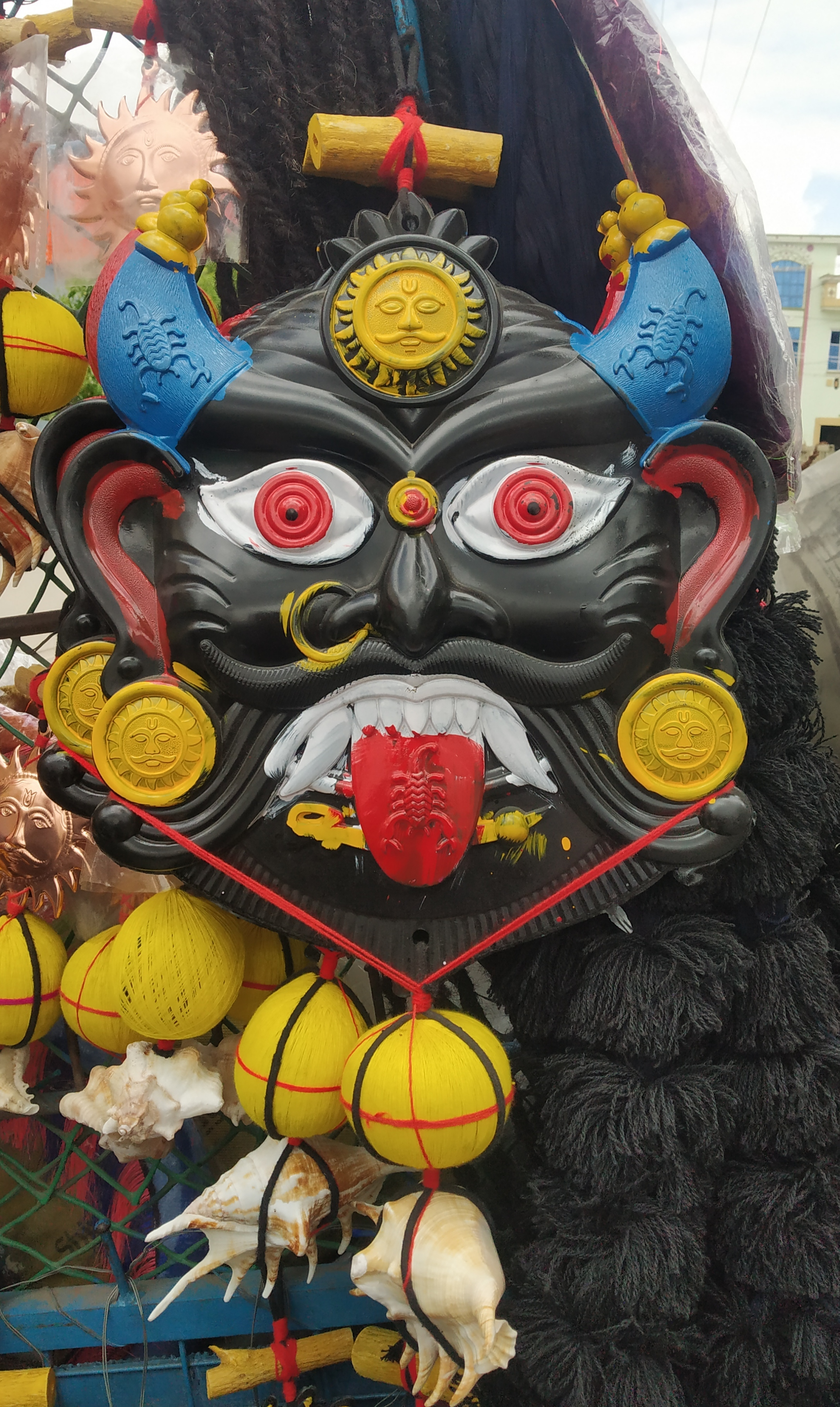
Un Drishti bommai en plastique.

Le Kanaré (tamoul : கண்ணேறு ou Kaṇṇeṟu) — une appellation plutôt pondichérienne — ou le Drishti bommai (tamoul : திருஷ்டி பொம்மை, en télougou : దిష్టి బొమ్మ (Diṣṭi bŏmma) et en canarais : ದೃಷ್ಟಿ ಗೊಂಬೆ (Dṛṣṭi gŏṃbĕ), « Poupée mauvais œil » ou « Figurine mauvais œil » dans ces trois langues), est un masque de démon (asura) originaire du sud de l'Inde et populaire dans une large partie de celui-ci (particulièrement au Tamil Nadu, au Karnataka, dans le territoire de Pondichéry, en Andhra Pradesh et au Telangana). On leur attribue des qualités apotropaïques (ils ont pour but de chasser le mauvais œil) et se retrouvent ainsi souvent exposés sur les façades des maisons ou des terrasses sud-indiennes, les chantiers ou bien à l'arrière des camions et d'autres véhicules.
Ils se présentent communément sous la forme de masques en terre cuite ou en plâtre, mais peuvent également être peints sur des murs, des pots ou des citrouilles, ou imprimés sur des autocollants.
On le retrouve aussi en Inde septentrionale, sous le nom de Nazar battu (en hindoustani : नज़र बट्टू ou نظر بٹو), avec de fortes influences moyennes-orientales ou persanes. Il s'agit généralement d'un sticker, d'une peinture ou d'un masque, qui peut être parfois accompagné des expressions apotropaïques Chashm-e-Baddoor (en persan et en ourdou : چشمِ بد دور ; en hindi : चश्म-ए-बददूर), qui signifie « Loin, soit le mauvais œil », et Buri Nazar Wale, Tera Muh Kala ! (en hindoustani : बुरी नजर वाले तेरा मुंह काला ou بری نظر والے تیرا مُنہ کالا), qui signifie « Toi au mauvais œil, ton visage sera noirci ».

## Apparence
Les kanarés sont de couleur vive, le plus souvent rouge, et ont un air agressif. On les représente avec des canines pointues et un regard menaçant. Les kanarés ne représentent pas un Dieu du panthéon Hindou mais simplement un démon ayant pour fonction de repousser quiconque souhaiterait s'approprier la maison.